# Ezra Klein
Ezra Klein, né le 9 mai 1984 à Irvine, en Californie, est un journaliste et un blogueur américain, spécialiste en politique et économie américaine.

## Biographie
Il a été un collaborateur du quotidien The Washington Post, pour lequel il a publié des articles et animé un blog, et au magazine hebdomadaire Newsweek. Il est consultant pour la chaîne d'information en continu américaine MSNBC, notamment dans les émissions The Rachel Maddow Show de Rachel Maddow et Hardball with Chris Matthews de Chris Matthews.
Il est en ancien collaborateur, de 2007 à 2009, du magazine de gauche américain The American Prospect, qu'il quitte lorsqu'il est sollicité pour rejoindre le Washington Post. Il quitte le WaPo en 2014 pour rejoindre le groupe de médias Vox Media. Ezra Klein prend en charge le poste de rédacteur en chef et y tient une rubrique sous forme de podcast nommée The Ezra Klein show. Sur la chaine YouTube de Vox, il a notamment interviewé Hillary Clinton après sa défaite aux présidentielles et Barack Obama au sujet du futur de la loi sur les soins de santé surnommée Obamacare.

## Récompenses
Il reçoit à deux reprises, en 2007 et en 2010, le prix Hillman, un prix de journalisme décerné par la fondation Sidney Hillman et récompensant « le journalisme de terrain qui fait la promotion de la justice sociale et économique ». En 2010, il apparait également dans la liste des 50 personnes les plus influentes à Washington D.C., par le magazine GQ. Son blog dans le Washington Post lui vaut également la septième place au classement des blogs financiers du magazine Time. En 2013, Ezra Klein reçoit le prix du meilleur article long sur internet par la Online News Association. Cette même année, le prix Carey McWilliams de l'Association américaine des sciences politiques lui est décerné, pour « une contribution importante à la compréhension de la politique ».